# Президентство Петра Порошенка

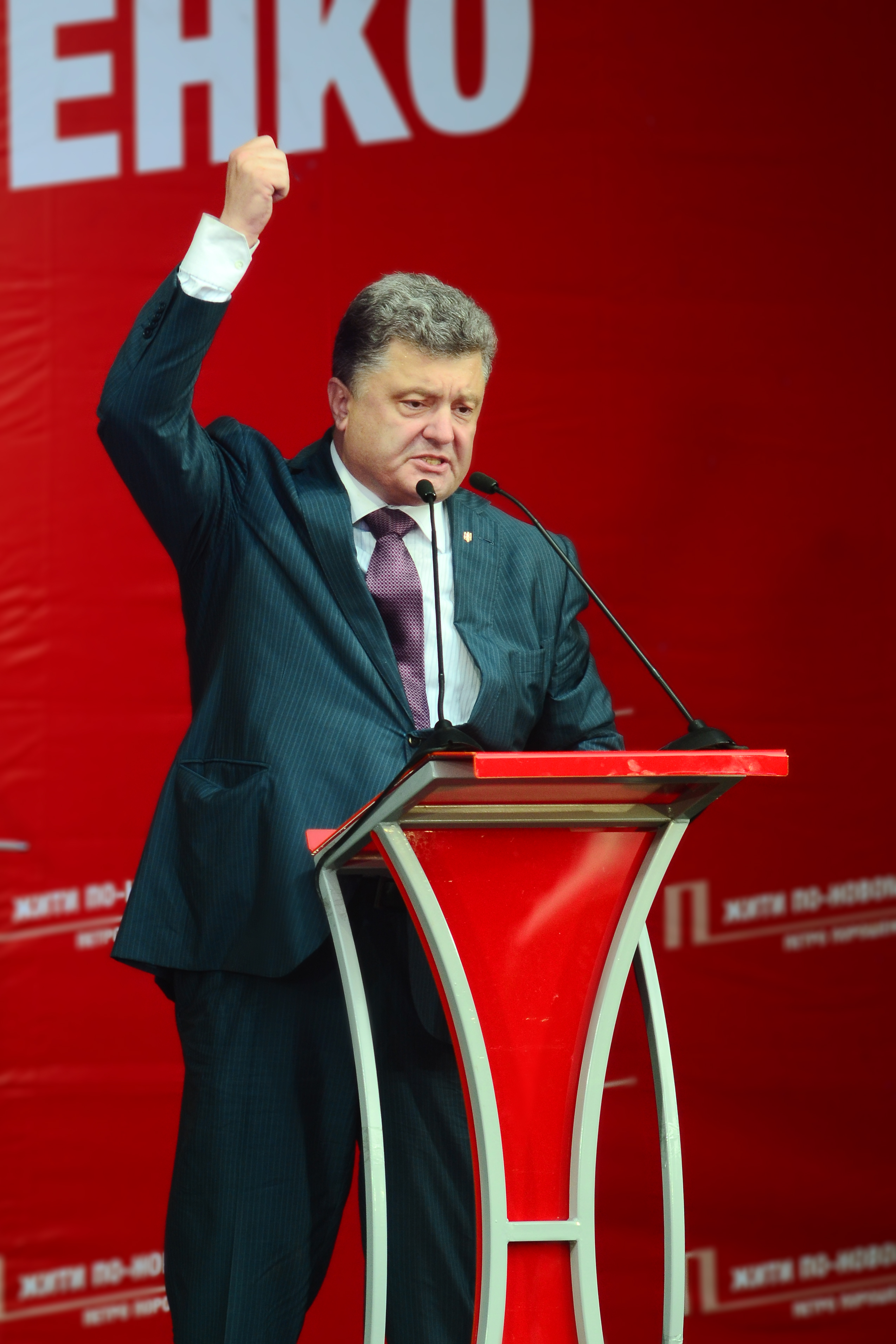
П. Порошенко під час передвиборчої кампанії

Президентство Петра Порошенка — правління п'ятого президента України Петра Порошенка, з 2014 року по 2019 рік. Його наступник — Володимир Зеленський.

## Передвиборча кампанія 2014 року
Передвиборча кампанія 2014 року тривала за дуже драматичних обставин. Крим був анексований, а станом на лютий 2014 року на казначейському рахунку було лише 108 тисяч гривень, тоді як у липні 2016 р. було 18 мільярдів. Станом на 1 березня баланс було частково відновлено завдяки стабілізації управління та надходженню бюджетних коштів. Згідно з тодішнім міністром оборони Ігорем Тенюхом, на початок агресії Росії у Криму Україна могла забрати на захист своєї території угрупування всього з 5 тисяч боєздатних військових, тоді як генерал армії Віктор Муженко називав розгорнуту чисельність у 55 тисяч солдатів.
Після перемоги Євромайдану з 28 лютого по 3 березня 2014 року Київським міжнародним інститутом соціології було проведено соціологічне опитування, яке показало, що на виборах президента лідирує народний депутат Петро Порошенко з результатом 19 %, на другому місці з 12 % йшов Віталій Кличко. Так само Порошенко лідирував згідно з опитуванням проведеним Центром соціальних та маркетингових досліджень СОЦИС.
28 березня під час концерту у Вінниці Порошенко оголосив, що балотуватиметься в президенти України. На тому ж мітингу виступила співачка Джамала. Також Порошенка підтримав Тарас Петриненко.
29 березня на 11 з'їзді партії «УДАР» Віталій Кличко заявив, що підтримає на виборах кандидатуру Порошенка, щоб він став президентом вже в першому турі. 31 березня Кличко закликав Юлію Тимошенко знятися з виборів на користь Порошенка. Тимошенко відповіла, що не зніматиме свою кандидатуру за жодних обставин.
У лютому-березні 2014 року олігарх Фірташ зустрічався зі ймовірними кандидатами на пост Президента України Порошенком та Кличком. 25 березня у Відні Кличко відмовився балотуватися на користь Порошенка, а Порошенко зобов'язався підтримати Кличка на пост мера Києва. За кілька днів після угоди Кличко відмовився від передвиборчої гонки на користь Порошенка та оголосив про намір стати мером Києва. Наявність угоди з Кличком у Відні підтвердив сам Порошенко, та опублікував її у червні 2015-го.
Передвиборча кампанія Порошенка проходила під гасом «Жити по-новому». Ключовими обіцянками було закінчити війну, безвізовий режим з ЄС, підняти зарплати військовим та реформувати армію, провести децентралізацію, реформу міліції, дострокові вибори до Верховної Ради, створити суспільне телебачення, а також продати бізнес, крім «5 каналу».
На передвиборчу кампанію виборчий фонд Петра Порошенка витратив більше 90 мільйонів гривень.
Інавгурація
7 червня 2014 року відбулась інавгурація Петра Порошенка, який став п'ятим президентом України. На урочистостях були присутні 56 міжнародних делегацій: 23 на рівні глав держав, урядів парламентів і керівників міжнародних організацій; 5 — на рівні віце-прем'єр-міністрів, а також на рівні міністрів закордонних справ та послів. На інавгурації був присутній віце-президент США Джо Байден, президент Польщі Броніслав Коморовський, президент Литви Даля Грібаускайте, президент Європейської Ради Герман ван Ромпей, а також генеральний секретар ОБСЄ Ламберто Заньєр.
Під час інавгурації Порошенко заявив, що йде на посаду президента України заради збереження, зміцнення її єдності, досягнення миру. 2014 року пообіцяв розпочати реформу децентралізації, заявив, що найкращими гарантами миру в Україні є її флот, армія, Нацгвардія та професійні спецслужби.

## Війна на Донбасі
Мирний план
Однією з головних передвиборчих обіцянок Петра Порошенка було завершення війни на Сході України. Під час своєї інавгурації, він вперше розповів про свій мирний план врегулювання конфлікту, який передбачав створення «коридору» для російських найманців, щоб вони повернулися в Росію, звільнення від кримінальної відповідальності тих, хто складе зброю, діалог з легітимними представниками української влади на Донбасі та громадянами, гарантії вільного використання російської мови в регіоні та дострокові вибори.
19 червня представив план мирного врегулювання конфлікту на Донбасі, який передбачав::
1. Гарантії безпеки для всіх учасників переговорів.
2. Звільнення від кримінальної відповідальності тих, хто склав зброю і не здійснив тяжких злочинів.
3. Звільнення заручників.
4. Створення 10-кілометрової буферної зони на українсько-російському державному кордоні і виведення незаконних збройних формувань.
5. Гарантований коридор для виходу російських і українських найманців.
6. Роззброєння.
7. Створення в структурі МВС підрозділів для здійснення спільного патрулювання.
8. Звільнення незаконно утримуваних адміністративних будівель в Донецькій і Луганській областях.
9. Відновлення діяльності місцевих органів влади.
10. Поновлення центрального теле- і радіомовлення у Донецькій і Луганській областях.
11. Децентралізація влади (шляхом обрання виконкомів, захист російської мови — проєкт змін до Конституції).
12. Узгодження губернаторів до виборів з представниками Донбасу (за умови погодження єдиної кандидатури, якщо є розбіжності — рішення приймає президент).
13. Дострокові місцеві і парламентські вибори.
14. Програма створення робочих місць в регіоні.

20 червня під свого першого робочого візиту на Донбас оголосив перемир'я з 18:30 до 27 червня та заявив, що це робиться для того, щоб терористи могли скласти зброю, а ті, хто цього не зроблять, будуть знищені.
1 липня під час свого звернення до українців Порошенко заявив, що о 22:00 на понеділок 30 червня закінчився термін дії одностороннього припинення вогню. «Ми будемо наступати і звільняти нашу землю» — йшлося у заяві Президента. Станом на 27 липня в Донецькій та Луганській областях українською армією було визволено понад 60 міст та сіл. 27 серпня на територію України були введені регулярні російські війська, внаслідок чого Україна втратила значні території і 7 вересня була змушена підписати Мінський протокол. Проте, напруження на Сході зберігалось.
27 вересня 2015 року під час виступу на саміті ООН Порошенко заявив, що день війни на Донбасі коштує Україні $5 мільйонів, крім того країна втратила 1/5 свого економічного потенціалу.
3 листопада в інтерв'ю виданню «Le Figaro» Петро Порошенко повідомив, що на сході України перебувають від 7 до 9 тис. російських військовослужбовців. Президент України зазначив, що «якщо ми хочемо, щоб справжній мир та стабільність повернулися в Україну, Росія повинна вивести своїх людей і зброю».
Нормандська четвірка
6 червня 2014 року перед інавгурацією новообраний президент в Нормандії під час заходів із відзначення 70-ї річниці висадки учасників антигітлерівської коаліції неформально зустрівся з президентом РФ Путіним та канцлером Німеччини Меркель. Під час зустрічі Порошенко обговорював економічні наслідки конфлікту на Донбасі. Цей формат переговорів отримав назву нормандський формат.
Мав декілька телефонних розмов з Путіним, Меркель та Олландом під час «перемир'я».
12 лютого 2015 року у Мінську Порошенко, Путін, Меркель та Олланд підписали Комплекс заходів щодо виконання Мінських угод. Під час переговорів Порошенко й Путін не приховували зневаги один до одного.
19 лютого Порошенко закликав увести на Донбас миротворчий контингент, але без участі Росії, яка як країна-агресор не може брати участі у миротворчій операції.
2 жовтня на зустрічі лідерів країн «нормандської четвірки» було досягнуто домовленостей про відведення легкого озброєння калібром менше 100 міліметрів, а також танків й мінометів. Згідно з домовленостями, представники ОБСЄ мали отримати доступ до всіх окупованих територій, включно з українсько-російським кордоном. 8 жовтня Порошенко заявив, що вибори на окупованому Донбасі можуть відбутися лише після виведення російських військ.
20 жовтня 2016 року після зустрічі в «нормандському форматі» П. Порошенко заявив, що вибори на Донбасі будуть проведені лише після забезпечення безпеки та виведення звідти іноземних військ. Для забезпечення безпеки Україна наполягала на введення на окуповані території, лінії зіткнення та неконтрольовані ділянки українсько-російського кордону поліцейської місії ОБСЄ. Також українська сторона вимагала повернути під український контроль Дебальцеве.
Доктрина інформаційної безпеки України для боротьби з пропагандою РФ
25 лютого 2017 року Президент Петро Порошенко підписав указ, яким ввів у дію рішення Ради національної безпеки і оборони «Про доктрину інформаційної безпеки України» та затвердив доктрину. Документ визначає національні інтереси України в інформаційній сфері, загрози їх реалізації, напрями і пріоритети державної політики в інформсфері. На Міністерство інформаційної політики України за доктриною покладаються організація та забезпечення моніторингу засобів масової інформації та загальнодоступних ресурсів вітчизняного сегмента мережі Інтернет з метою виявлення інформації, поширення якої заборонено в Україні. Також міністерство здійснюватиме моніторинг загроз національним інтересам і національній безпеці в інформаційній сфері.
За доктриною, на Мінінформполітики покладається завдання вироблення і впровадження стратегії інформаційного забезпечення процесу звільнення та реінтеграції тимчасово окупованих територій, а також сприяти Міністерству закордонних справ України у донесенні та представленні офіційної позиції України в іноземних засобах масової інформації.

### Заборона російських соціальних мереж
16 травня 2017 р. Президент Порошенко ввів у дію рішення РНБО «Про застосування персональних спеціальних економічних та інших обмежувальних заходів», яким передбачається блокування російських соцмереж. До цього списку потрапили «Вконтакті», Однокласники, Яндекс, електронний сервіс Mail.ru. Обмеження доступу до контенту «Вконтакті», яке містить насильство та матеріали із закликами до насильницької зміни чи повалення конституційного ладу або до захоплення державної влади в Україні вступило в дію до 1 червня. Також передбачається заборона мовлення російських телеканалів «НТВ-Плюс», «ТВ Центр», «Зірка», «ТНТ», «РЕН», «ОТР», «ВГ ТРК» та інших телеканалів, які займаються антиукраїнською пропагандою. У санкційному списку опинилися 468 юридичних та 1228 фізичних осіб. Коментуючи це рішення Петро Порошенко заявив, що гібридна війна вимагає адекватних відповідей на виклики та закликав українців «негайно вийти з російських серверів з міркувань безпеки».

## Воєнний стан 2018 року
25 листопада 2018 року прикордонні кораблі РФ атакували кораблі ВМСУ у Керченській протоці, було скликано екстренне засідання РНБО, що запропонувало Порошенку ввести в Україні воєнний стан на 60 діб. Порошенко звернувся до ВР з проханням розглянути введення воєнного стану. 26 листопада Порошенко підписав відповідний указ.
26 листопада ВР запровадила в 10 областях України воєнний стан: це прикордонні області з РФ, невизнаним Придністров'ям, а також ті, що мають вихід до Чорного та Азовського морів — Вінницька, Донецька, Луганська, Миколаївська, Одеська, Сумська, Харківська, Чернігівська, Херсонська, Запорізька області, внутрішні води керченської акваторії Азовського моря. 26 грудня на засіданні РНБО з участі президента воєнний стан було скасовано.

## Внутрішня політика
Розпуск Верховної Ради
25 серпня 2014 року Президент Петро Порошенко у своєму зверненні до українців повідомив про розпуск парламенту після розпаду коаліції та закінчення 30-ти денного терміну для формування нової. 26 жовтня відбулися нові вибори до Верховної Ради, на яких більшість голосів отримали «Народний фронт» А. Яценюка та «Блок Петра Порошенка».
27 листопада між «БПП», «Народним фронтом», «Батьківщиною», «Самопоміччю» та «Радикальною партією Олега Ляшка» було створено широку коаліцію під назвою «Європейська Україна».
1 вересня, після схвалення парламентом законопроєкту про децентралізацію з коаліції вийшла «Радикальна партія Олега Ляшка», 18 лютого 2016 року — «Батьківщина», 19 лютого — «Самопоміч». Верховна Рада опинилась на межі розпуску, в коаліції залишилися лише «БПП» та «Народний фронт», але їм вдалося створити «коаліцію на двох», до якої приєдналися позафракційні депутати.
14 квітня 2016 р. після чергової політичної кризи у відставку було відправлено прем'єр-міністра А. Яценюка. Того ж дня новим головою уряду було призначено Володимира Гройсмана, якого підтримав «Народний фронт».

### Зміни до Конституції
Децентралізація
Однією з головних передвиборчих обіцянок Петра Порошенка під час президентських виборів була децентралізація влади. Вже 27 червня 2014 року Порошенко вніс до Верховної Ради проєкт змін до Конституції, головними положеннями якої є скасування посад голови ОДА, замість них мали бути призначені «префекти», які зможуть звертатися до Президента з пропозицією скасувати неконституційні рішення органів місцевого самоврядування. Якщо Конституційний Суд визнає протиправним рішення місцевої ради, Президент зміг би ухвалити рішення про її розпуск. До повноважень префектів не входило втручання в управління та місцеві бюджети, вони наділялися лише функцією «наглядача».
Частину виконавчих повноважень мали отримати місцеві ради та їх виконавчі комітети. Громадою визначається адміністративно-територіальна одиниця, яка включає один або декілька населених пунктів та прилеглі до неї території. Проте, Рада цей проєкт змін не розглянула. Після дострокових парламентських виборів децентралізацію було включено в Коаліційну угоду. 2 липня 2015 р. президентом Порошенком до парламенту був внесений законопроєкт № 2217 «Про внесення змін до Конституції України (у частині децентралізації влади)». 9 липня законопроєкт підтримала Венеціанська комісія. Згідно з ним здійснюється відхід від централізованої моделі управління та забезпечення місцевого самоуправління. Територія України мала бути поділена на громади, а замість областей мали б бути регіони. У 18 пункті передбачалося «Особливе здійснення місцевого самоврядування в окремих районах Донецької та Луганської областей». 31 серпня «за» проголосувало 296 депутатів, але у день голосування декілька політичних сил, зокрема Свобода", «Радикальна партія Олега Ляшка», «Громадянська платформа» та «УКРОП» організували мітинг під Радою проти реформи. Протести переросли у сутички з правоохоронними органами. 131 співробітник МВС отримав поранення, 56 були госпіталізовані. Серед протестуючих було 11 постраждалих та близько 30 затриманих. Наступного дня стало відомо про загибель трьох бійців Національної гвардії. 23 січня 2016 року Порошенко заявив, що друге читання конституційних змін щодо децентралізації має відбутися після прогресу у здійсненні Мінських угод.
17 березня 2016 р. Порошенко підписав закон «Про добровільне приєднання територіальних громад», який спрощує процедуру добровільного об'єднання територіальних громад та сприяє формуванню спроможних громад. Крім того, в приєднаних територіальних громадах передбачається проведення виборів депутатів ради об'єднаної громади.
У червні 2017 року Петро Порошенко на засіданні з нагоди 25 річчя Асоціації міст України сказав, що за три роки децентралізації місцеві бюджети зросли на 100 мільярдів гривень і підкреслив: «Ці мільярди — відремонтовані чи побудовані дороги, школи й лікарні. Це — закуплена в містах комунальна техніка, тролейбуси й трамваї». 24 жовтня того ж року Президент повідомив, що за три роки проведення реформи доходи місцевих бюджетів зросли у 2,5 рази, а 3118 сіл та селищ вже об'єдналися у 665 більших та фінансово спроможних громад.
25 лютого 2019 року наголосив, що «один з важливих і успішних умов нашої стратегії — децентралізація, передача повноважень і ресурсів разом з відповідальністю за життя громад самим громадам, скорочення відстані між громадянином і владою.»
Судова реформа
9 вересня 2016 року Рада з питань судової реформи схвалила проєкт закону «Про Вищу раду правосуддя», що дозволило імплементувати конституційні зміни щодо правосуддя. 23 вересня Порошенко вніс до Ради проєкт закону про Вищу раду правосуддя.
2 червня Верховна Рада прийняла зміни до Конституції в частині правосуддя та закон «Про судоустрій та статус суддів». Законом передбачається створення замість Вищої ради юстиції Вищої ради правосуддя, яка матиме ширші повноваження. Вища Рада прийматиме рішення про звільнення судді з посади та переведення до іншого суду, давати згоду на затримання та арешт судді, а також рішення про тимчасове відсторонення судді від здійснення правосуддя. Згідно з порядком формування Вища рада правосуддя має складатися з 21 члена.
30 вересня зміни до Конституції в частині правосуддя набули чинності. Закон передбачає затримування суддів-корупціонерів на місці злочину, переатестація суддів та конкурси, запровадження професійної адвокатури в судах. Для Верховного Суду ця норма має запрацювати з 1 січня 2017 року, апеляційних судів — з 1 січня 2018, а для судів першої інстанції — з 1 січня 2019 року. Також з Конституції було видалено норму про повну суддівську недоторканість. На місцевому рівні в судах першої інстанції розпочнеться переатестація суддів.
Закон передбачає від суддів подавати кожного року окремі декларації про доходи, родинні зв'язки та доброчинність, запроваджується моніторинг способу життя суддів та рівня їхніх витрат. За відмову довести законність джерел походження майна суддю можу бути звільнено. Також судді входять до категорії чиновників, на яких спеціалізується НАБУ. Для розгляду антикорупційних справ у системі правосуддя передбачене створення Вищої ради антикорупційного суду, який має бути сформований на відкритому конкурсі.
Реформа позбавляє президента права утворювати суди. Це повноваження виконуватиме Верховна Рада окремим законом. Судді призначатимуться безстроково після відкритого конкурсу. Суддів призначатиме не Верховна Рада, а президент за поданням Вищої ради правосуддя. 1 жовтня судді почали масово звільнятися, щоб не декларувати статки та не проходити переатестацію.
29 вересня 2017 року Вища рада правосуддя оголосила остаточний список кандидатів на посади суддів Верховного Суду України. На підпис президенту було передано 111 прізвищ суддів зі 120. Двом було відмовлено. Рішення щодо ще сімох суддів було відкладено. У Громадській раді доброчесності заявили, що обурені таким результатом, бо з 30 суддів, у який був незадовільний висновок з доброчесності — 25 представлено на підпис президенту. 11 листопада Петро Порошенко підписав указ про призначення 113 суддів нового Верховного Суду. Під час свого виступу він заявив, що має наміри разом із законопроєктом про антикорупційний суд подати проєкт закону про військовий суд. Порошенко зазначив, що новий Верховний Суд «кардинально оновлений в порівнянні з попередним».
7 травня 2019 року вже після програшу на президентських виборах П. Порошенко призначив 75 суддів Верховного суду. Із 75 суддів до Касаційного адміністративного суду — 25, до Касаційного господарського суду — 15, до Касаційного кримінального — 13, Касаційного цивільного — 22. Тоді він заявив, що сподівається, що наступний президент та його команда не втручатимуться у роботу незалежного суду.

### Декомунізація
15 травня 2015 року президентом було підписано «декомунізаційний пакет законів»: «Про засудження комуністичного та націонал-соціалістичного (нацистського) тоталітарних режимів в Україні та заборону пропаганди їх символіки», «Про доступ до архівів репресивних органів комуністичного тоталітарного режимів 1917—1991 років», «Про правовий статус та вшанування пам'яті борців за незалежність України у XX столітті» та «Про увічнення перемоги над нацистами у Другій світовій війні 1939—1945 років».
Документами забороняється радянська символіка, засуджується комуністичний режим, відкриваються архіви радянських спецслужб, бійці УПА визнаються борцями за незалежність України.
30 вересня 2015 року Окружний адміністративний суд Києва ухвалив рішення про припинення діяльності Комуністичної партії України та Комуністичної партії робітників та селян. 16 грудня Окружним адміністративним судом Києва було підтримано позов Міністерства юстиції про заборону діяльності Комуністичної партії України.
15 травня 2016 року під час виступу на церемонії вшанування пам'яті жертв політичних репресій у Національному історико-меморіальному заповіднику «Биківнянські могили» Порошенко заявив, що шістьма постановами Верховної Ради було перейменовано 688 населених пунктів та 15 районів, в українських обласних центрах було змінено назви понад 1000 вулиць, «за період з грудня 2013 по квітень 2016 року було демонтовано більше 1000 ідолів Леніну та близько 150 істуканів іншим радянським діячам».
19 травня Рада прийняла закони, які перейменовують понад 300 населених пунктів та 9 районів. Дніпропетровськ було перейменовано на Дніпро, Дніпродзержинську було повернено назву Кам'янське, у Полтавській області Комсомольськ було перейменовано на Горішні Плавні.
30 березня 2017 р. завод Петра Порошенка «Ленінська кузня» в ході декомунізації було перейменовано на Завод «Кузня на Рибальському».

### Деолігархізація
19 березня 2015 року Верховна Рада України прийняла зміни до закону про акціонерні товариства, яким знизила кворум для проведення загальних зборів акціонерів для усіх акціонерних товариств незалежно від їх виду власності до 50 %+1 акція в 2015 році. Однією з головних цілей законопроєкту було повернення державі контролю над «Укрнафтою», близько 43 % акцій якої контролював менеджмент Коломойського та 50 %+1 — держави.
20 березня приміщення «Укртранснафти» було огороджено парканом і взято під охорону людьми Коломойського. Потім приміщення було розблоковане МВС. Коломойського було відправлено у відставку з посади голови Дніпропетровської ОДА.
25 березня Порошенко підписав закон "Про внесення змін до закону України «Про акціонерні товариства». 30 травня 2015 року під час прес-конференції Порошенко заявив, що олігархів в Україні більше не буде. 4 червня сказав, що боротиметься з олігархами як Теодор Рузвельт.
24 квітня М. Найєм опублікував ряд документів та план «Фортеця», у якому був прописаний шантаж влади компаніями Ріната Ахметова за допомогою шахтарських протестів та маніпуляції ЗМІ. Того ж вечора Президент Порошенко заявив, що «ті олігархи, які збираються тиснути на владу страйками — отримають по рукам», а шахти мають бути приватизовані.
6 травня 2015 року на засіданні РНБО Порошенко наголосив на важливості демонополізації, диверсифікації та деолігархізації енергетичного ринку, на якому почнуть діяти європейські правила. Тоді ж Президент заявив про підписання закону «Про ринок газу», який був розроблений спільно з Європейським енергетичним товариством.
Результати
Внаслідок деолігархізації найбільше постраждали олігарх Дмитро Фірташ, який втратив контроль над значною частиною активів. 4 червня 2015 року Нацбанк офіційно оголосив про початок ліквідації «Надра Банку» Д. Фірташа, який було визнано неплатоспроможним. «Надра» став найбільшим ліквідованим в Україні банком за обсягом активів на початок 2014 року. 5 червня прем'єр-міністр А. Яценюк заявив, що хімічні підприємства Фірташа «Рівнеазот» і «Черкасиазот» будуть націоналізовані за небажання сплатити борг перед Нафтогазом у розмірі 6 млрд грн. 28 травня Фірташ припинив роботу цих заводів, заявивши про «тиск з боку можновладців». Наступного дня А. Аваков заявив, що держава наклала арешт на ряд активів компанії «Ostchem» Фірташа.
8 жовтня 2015 року Верховною радою було прийнято Закону про фінансування політичних партій з державного бюджету. Одним з головних завдань закону було зниження рівня залежності партій від фінансування олігархами та промислово-фінансовими групами та посилення прозорості фінансування політичних партій та їх місцевих організацій, а також посилення прозорості передвиборчої агітації.
Також внаслідок деолігархізації суттєво втратив свій вплив Ігор Коломойський. 18 грудня 2016 року уряд ухвалив рішення про націоналізацію 100 % акцій ПриватБанку.
4 серпня у статті німецького видання Spiegel зазначалося, що Порошенку вдалося приборкати амбіції деяких олігархів. У той же час, у липні 2016 року журналіст С. Лещенко звинуватив Порошенка у створенні власного олігархічного клану, в основі якого знаходяться найближчі соратники Президента. Більшість українських журналістів вважають деолігархізацію неуспішною та відбірковою, бо найменше від неї постраждав олігарх Рінат Ахметов. Наприклад, лише за лютий 2019 р. статки Ахметова зросли на $830 млн і станом на 1 лютого за даними «Bloomberg Billionaires Index» становили $6,04 млрд.

### Поліцейська реформа
У січні 2015 року Міністерство внутрішніх справ оголосило набір кандидатів у нову патрульну поліцію. 2 лютого Е. Згуладзе заявила, що понад 72 % претендентів на працевлаштування в новій поліції в Києві мають вищу освіту, 20 % — співробітники МВС. Всього у Києві було зареєстровано 27 тисяч осіб. У той же час, попри переатестацію, 85-90 % міліціонерів залишились працювати і далі.
11 квітня 2015 року Президент Порошенко ініціював законопроєкт про створення Національної поліції. Президент заявив, що «це буде не лише перетворення міліції на поліцію, це буде інше обличчя правоохоронних органів». Зарплатня поліцейських була піднята до 8-10 тисяч гривень. Реформуванням міліції займалась заступник голови МВС Ека Згуладзе, Хатія Деканоідзе та Арсен Аваков. 6 червня Порошенко заявив, що нова поліція отримає японські автомобілі з екологічними двигунами. 2 липня Верховна Рада 278-ма голосами «за» прийняла закон про створення Національної поліції. 4 липня нова поліція склала присягу на Софіївській площі. Посол США Джеффрі Пайєтт заявив, що 20 % нової української поліції становлять жінки і це більше, ніж у США.
4 серпня закон про поліцію був підписаний Петром Порошенком. З листопада 2015 по вересень 2016 року проходила переатестація поліцейських. Її проходили 68 тисяч правоохоронців і 90 % її успішно пройшли. Ті, хто зазнав невдачі, потім часто відновлювалися через суди. Тому цей процес вважають дуже неоднозначним.
Патрульна поліція прийшла на зміну старій патрульно-постовій службі міліції та ДАІ. Спочатку, нова поліція була сильно популярна, але потім через ряд скандалів почала втрачати популярність. У лютому 2019 року опитування Харківського інституту соціальних досліджень спільно з Харківською правозахисною групою показувало, що більше ніж половина громадян України — 52 % вважають роботу Національної поліції неефективною. Таку ж оцінку 49,4 % опитаних українців дали роботі місцевої поліції. Водночас, задоволені діяльністю місцевої поліції 33,7 % респондентів, а Нацполіції загалом — 29,5 %. Серед найбільших недоліків у роботі поліції 39,3 % опитаних вказали непрофесіоналізм, 36,8 % — корумпованість, 30,9 % — небажання захистити «просту людину». Крім того, 26,4 % вказали на слабкий зв'язок із населенням, а 20,6 % — на безкарність поліцейських.

### Церковна політика
Багато років П. Порошенко був прихожаненом Свято-Троїцького Іоніського монастиря Києва, але після приходу до влади почав підтримувати УПЦ КП. 28 липня 2015 року Президент Порошенко під час зустрічі з представниками Архієпископа Константинополя, Вселенського патріарха Варфоломія І під час заходів зі вшанування 1000-ліття упокоєння князя Володимира Великого заявив, що Україна повинна мати єдину помісну православну церкву, яка допоможе єднанню країни. 23 квітня 2016 року Петро Порошенко під час зустрічі з представниками Всеукраїнської ради церков і релігійних організацій заявив, що створення єдиної помісної православної церкви відповідатиме інтересам і сподіванням українського суспільства. Він зазначив, що церква має бути автокефальною й адміністративно незалежною від інших держав.
28 липня 2016 року під час заходів, присвячених річниці хрещення Київської Русі Порошенко висловив сподівання, що патріарх Варфоломей допоможе Україні у створенні єдиної Помісної Української православної церкви.
Радник президента Ростислав Павленко згадує, що весь 2017 рік фактично пішов на перемовини щодо напрацювання «дорожньої карти» надання Томосу. «Перемовини можна вести за принципом акрівії, або за принципом ікономії, зрештою ми пішли шляхом ікономії», — каже Павленко. За його словами, домовились про таку послідовність дій:
- скасування рішення 1686 року про передачу Київської митрополії Московському патріархату;
- зняття анафеми (відлучення від церкви), яку на митрополита Філарета наклала РПЦ, та поновлення церковного спілкування з Макарієм;
- об'єднавчий собор українських церков;
- вручення Томосу.

Крім того, Україна отримала підтримку автокефалії від Держдепартаменту США.
11 жовтня за підсумками Синоду Вселенського патріарху, Варфоломій оголосив про зняття анафеми з Філарета та скасування рішення про передачу Київської митрополії РПЦ. Остання таке рішення не визнала та розірвала спілкування з Варфоломієм. 15 грудня в Києві відбувається об'єднавчий собор УПЦ. Одним із головних претензій очолити її став представник УПЦ КП — Епіфаній. 6 січня 2019 р. очільник новоствореної об'єднаної церкви разом із президентом полетів до Стамбула, де Варфоломій вручить Томос про автокефалію — процедуру отримання церковної незалежності було завершено.

## Зовнішня політика
Зовнішня політика президента Петра Порошенка спрямована на поглиблення співпраці з НАТО, ЄС та США, досягненні газової незалежності від Росії, а також створення міжнародної коаліції на підтримку України проти російської агресії.
27 червня 2014 року в ході засідання Ради ЄС Президент Порошенко та керівництво Європейського Союзу підписали економічну частину Угоди про асоціацію з ЄС.
Відносини зі США
4 червня 2014 року новообраний Президент України П. Порошенко у Варшаві під час урочистостей з нагоди 25-ї річниці від дня перших демократичних виборів у Польщі провів коротку зустріч з президентом США Бараком Обамою, який назвав підтримку українцями Порошенка на виборах «мудрим вибором».
Зовнішня політика Петра Порошенка спрямована на отримання статусу головного союзника США поза НАТО, але американська влада у 2014 році відмовила Україні в цьому, хоча Сенат це рішення підтримав. Президент Обама пояснив це рішення тим, що рівень співпраці з питань безпеки і оборони між США та Україною набагато більший, ніж в основного союзника поза НАТО.
29 липня 2015 року Порошенко заявив, що Україні не потрібно, щоб за неї билися американські, англійські, чи французькі військові, а потрібно лише 1 240 протитанкових ракетних комплексів Javelin для протидії російській агресії й нагадав, що США й Велика Британія — гаранти територіальної цілісності України.
26 листопада 2015 року Обама підписав бюджет, яким передбачувалась виділення 300 мільйонів доларів на військову підтримку України. 13 січня того ж року Барак Обама заявив, що США надали Україні гарантії за кредитами і військову допомогу на сотні мільйонів доларів.
21 вересня 2016 року під час зустрічі з президентом Порошенком віце-президент США Джозеф Байден заявив про готовність США надати Україні 1 млрд доларів кредитних гарантій, оскільки вона виконала усі необхідні умови.
20 червня 2017 р. Порошенко у США зустрівся з новим президентом Дональдом Трампом. Про це він розповів у Вашингтоні під час спілкування із журналістами. «Відбулась повноцінна, детальна зустріч з президентом США Дональдом Трампом. Ми отримали тверду підтримку з боку США, підтримку і щодо суверенітету, територіальної цілісності, незалежності нашої держави», — сказав він. За словами Порошенка під час зустрічі було наголошено, що США підтримують і «залишаються відданими Мінським угодам». Також Порошенко заявив, що передав Трампу листа від родичів заручників, які незаконно знаходяться у в'язницях на окупованих територіях і в РФ.
10 — 11 листопада 2018 року у Парижі під час саміту НАТО відбулась друга коротка зустріч між Порошенком та Трампом. За словами Порошенка, загалом, під час того візиту до Парижу він провів близько 40 зустрічей.

### Співпраця зВишеградською четвіркою
У листопаді 2014 року на зустрічі в Братиславі Президент України Петро Порошенко та президенти країн Вишеградської четвірки домовились про започаткування нового формату співробітництва, зокрема постійної взаємодії на рівні міністрів закордонних справ та оборони країн Вишеградської четвірки та України.
У грудні 2014 року Президент України Петро Порошенко під час зустрічі з делегацією країн Вишеградської групи в Києві висловив сподівання, що Вишеградська четвірка зміниться з V4 на V5 за участю України. Міністр закордонних справ Польщі Гжегож Схетина заявив, що Польща підтримає Україну, якщо вона захоче вступити до «Вишеградської четвірки».
Відносини з Польщею
Президент Петро Порошенко з першого року свого президентства намагається зміцнити українсько-польські відносини. Мав декілька зустрічей з президентом Б. Коморовським, який 9 квітня 2015 року під час виступу у Верховній Раді заявив, що Європа не буде стабільною й безпечною, якщо Україна не стане її частиною, «Польща подає руку Україні і зробить усе, щоб руку Україні подали інші держави і народи західного світу». 6 серпня 2015 року президентом Польщі було обрано А. Дуду, а на парламентських виборах перемогла націоналістична партія «Право та Справедливість», яка визнала Волинську трагедію 1943—1944 років «геноцидом».
25 серпня 2016 року Президент П. Порошенко та А. Дуда підписали спільну декларацію до 25-ї річниці незалежності України. В декларації Польща визнала право і перспективу України в майбутньому стати членом НАТО. «Ми президенти України та Республіки Польща, у день відзначення 25-ї річниці незалежної України, підтверджуємо взаємно стратегічний характер наших відносин та декларуємо прагнення і надалі будувати українсько-польське сусідство на засадах спільного цивілізаційного розвитку, який зміцнить наші відносини, стане тривалим сполученням наших відносин, гарантуючи цим та майбутнім поколінням поляків і українців відчуття взаємної довіри, злагоди та безпеки» — йшлося в декларації.
У листопаді 2017 року Міністр закордонних справ Польщі В. Ващиковський заявив, що польська влада планує не впускати до країни українців з «антипольськими поглядами», зокрема демонстративно носять мундири дивізії СС «Галичина». 13 грудня 2017 року у Харкові відбулась чергова зустріч між Порошенком та Дудою. Вони відвідали цвинтар жертв тоталітаризму, на якому поховані польські офіцери, які були вбиті НКВД. Під час зустрічі президенти обговорювали питання мораторію на ексгумацію поляків в Україні, запровадження якого стало відповіддю на вандалізм щодо українських пам'ятників на території Польщі. Президенти домовились про скасування мораторію та створити комісію на рівні віце-прем'єр-міністрів для вирішення цього питання. Також президенти України та Польщі домовились про скорочення списку осіб, яким заборонено в'їзд до Польщі та України.
Розвиток стратегічного партнерства з Литвою
24 грудня 2014 року Порошенко та Президент Литви Даля Грибаускайте під час Сьомого засідання Ради президентів домовились про співпрацю між країнами у військово-технічній сфері та підписали Дорожню карту розвитку стратегічного партнерства на 2015—2016 роки. Він заявив, що питання вступу України до НАТО вирішуватиметься через 5-6 років на референдумі, коли країна буде відповідати категоріям та стандартам цього альянсу.
Співпраця з Туреччиною
Президент Порошенко завжди підтримував партнерські відносини з Туреччиною. Перша зустріч між ним та обраним 28 серпня 2014 року президентом Реджепом Ердоганом відбулась 5 вересня 2014 року. Тоді президент Туреччини пообіцяв, що турецькі авіакомпанії не літатимуть над Кримом та підкреслив стратегічний характер співпраці між двома країнами. 1 листопада 2015 року під час телефонної розмови Ердоган запросив президента Порошенка відвідати Туреччину в 2016 році. Порошенко назвав це справжнім «проривом» у відносинах між двома країнами.
8 липня 2016 р. під час зустрічі з Порошенком у Варшаві Ердоган заявив, що ніщо не вплине на зміцнення українсько-турецького партнерства і Туреччина підтримуватиме суверенітет та територіальну цілісність України, а також засудив переслідування кримських татар в Криму.
16 липня 2016 року Петро Порошенко підтримав «демократично обраного президента Туреччини та Уряд Турецької Республіки», після спроби державного перевороту в Туреччині.
Не вплинуло на українсько-турецьку співпрацю й примирення між Росією й Туреччиною, яке відбулось у серпні 2016 р. 21 вересня під час участі в 71-ій сесії Генеральної Асамблеї ООН Президент Порошенко під час зустрічі з Ердоганом запросив турецькі компанії взяти участь в приватизації українських підприємств.
Відносини з Норвегією
18 жовтня 2016 року відбувся перший офіційний візит Президента Україн Петра Порошенка до Норвегії під час якого була підписана декларація про партнерство між Україною та Королівством Норвегія. Під час зустрічі з головою уряду Норвегії Ерною Солберг Порошенко запросив норвезькі компанії взяти участь у процесі приватизації українських підприємств. Також Порошенко говори в про перспективи розвитку українсько-норвезьких відносин у сферах реформування енергетичного сектору України.

## Зміни рейтингу, оцінки
2014
У травні 2013 року президентський рейтинг Петра Порошенка, який тоді був народним депутатом за даними фонду «Демократичні ініціативи» становив 4,5 %. Вже у грудні того ж року під час Євромайдану за даними соціологічної компанії «Рейтинг» та СОЦІС його рейтинг становив 10 %. У квітні 2014 року за Порошенка були готові віддати свій голос 32,9 % українців.
Згідно з соціологічним опитуванням, проведеним групою Q&Q [Архівовано 19 листопада 2018 у Wayback Machine.] з 1-го по 14-те червня 2014 року, Порошенко продовжував займати провідні позиції серед політиків і після виборів Президента України (близько 53 % опитаних готові були проголосувати на наступних виборах за нього). Також Петро Порошенко займав першу позицію по рівню довіри серед українців. У липні 2014 року за даними опитуванні КМІСу рейтинг довіри до Порошенка та Путіна на Донбасі був майже рівним. Серед жителів Донбасу реітинг довіри до Путіна становив 36,5 %, в той час як рейтинг Порошенка був 36,7 %.
На парламентських виборах 2014 року Блок Петра Порошенка набрав 21,81 % голосів, поступившись партії Народний фронт, але попри це президентській партії вдалося отримати більшу кількість місць у Верховній Раді.
Під час прес-конференції Порошенка 29 грудня 2014 року директор соціологічної служби Центру ім. Разумкова Андрій Биченко повідомив, що 25,5 % українців вважають політиком року саме Петра Олексійовича. Другим у списку опинився прем'єр-міністр Арсеній Яценюк — 14,7 %. У той ж час як показало соцопитування 17 % українців були незадоволені політикою Президента.
2015
У січні 2015 року за даними опитування проведеного Київським міжнародним інститутом соціології 81 % українців вважали Порошенка законно обраним президентом. Серед мешканців Донбасу 60 % вважали Порошенка легітимним, нелегітимним — 9,7 %. Загалом, по Україні нелегітимним президентом Порошенка вважали лише 4 % громадян. За рівнем довіри серед громадян Порошенко зайняв шосте місце, після волонтерів, добровольчих батальйонів, церкви, армії та громадських організацій
Станом на 23 березня лідером партійного рейтингу був «Блок Петра Порошенка», який на виборах готові були підтримати 14 % українців. 24 березня за даними Центра Разумкова Порошенка на виборах президента підтримало б 19 % українців, а на другому місці з 6,4 % опинився мер Львова Андрій Садовий.
2016
Наприкінці 2015 на початку 2016 року рейтинг Петра Порошенка почав різко падати. У березні 2016 року соціологічне опитування, яке було проведено КМІС показало, що на перше місце в президентському рейтингу вийшла Ю. Тимошенко, яку готові були підтримати 12,4 % громадян, Порошенка — 8,8 %, серед партій в лідери вийшла «Батьківщина». 87 % опитаних були незадоволені погіршенням соціально-економічної ситуації в країні, 33,2 % вважали винними в цьому прем'єр-міністра А. Яценюка, 24 % — президента Порошенка. У серпні опитування соціологічної групи «Рейтинг» показувало, що на президентських виборах з сильним відривом лідирує Тимошенко, за яку готові проголосувати 17,7 % українців, за голову фракції «Опозиційний блок» Ю. Бойка — 11,5 %, П. Порошенка — 10,7 %.
Наприкінці 2016 року Порошенкові вдалося стабілізувати свій рейтинг. У грудні за даними опитування Центра Разумкова за Петра Порошенка на президентських виборах готові були проголосувати 11,9 % українців, за Тимошенко — 11,1 %. За три роки рейтинг довіри до Порошенка впав майже в 5 разів. Також, Порошенко мав найбільший рейтинг за даними опитування, проведеного соціологічними групами «СОЦИС» та «Рейтинг». За нього на виборах президента були готові проголосувати 14,7 % респондентів, за Тимошенко — 14,6 %. За даними опитування, 54 % українців головною проблемою в Україні, яку треба вирішити назвали війну на Донбасі, 37 % — зростання цін на основні товари та інфляцію, ще 37 % — низький рівень зарплат і пенсій.
2017 рік
У жовтні 2017 року у випадку проведення дострокових президентських виборів за Порошенка у першому турі були готові проголосувати близько 14 % українців. У кінці листопада того ж року, згідно з даними опитування групи «Рейтинг» у другому турі президентських виборів за Тимошенко були готові проголосувати 27 % українців, тоді як за Порошенка — 21 %. У 2017 р. лідерами думок серед українців у соціальних мережах згдідно з рейтингом видання «Новое время» стали музикант Святослав Вакарчук, Петро Порошенко та Михайло Саакашвілі.
2019 рік
У квітні 2019 р. опитування КМІС показувало, що за Петра Порошенка готові проголосувати 25,4 % респондентів, тоді як за його опонента Володимира Зеленського — 72 %. Крім того, 2,4 % відповіли, що зіпсують бюлетень.
Оцінка діяльності. Соцопитування
У вересні за даними опитування соціологічною групою «СОЦІС» за результатами 100 днів перебування Петра Порошенка при владі, йому повністю, або частково довіряло 62,9 % українців. Повністю, або негативно до нього ставилося 25,8 %, нейтрально до його дій ставилось -23,5 %. Також у вересні за результатами моніторингу Інституту соціології Національної Академії наук було встановлено, що українці вперше за 12 років Президент України має більшу підтримку, ніж російський президент. Оцінка діяльності Порошенка за 100 днів президентства становила 4,7 бали з 10, в той час, як оцінка діяльності президента РФ В. Путіна — 3,3 бали.
18-23 травня 2016 року Фондом «Демократичні ініціативи імені Ілька Кучеріва» було проведено опитування серед експертів, які оцінюючи діяльність Петра Порошенка за 10-тибальною шкалою дали йому 4,5 бали, тоді як у 2015 році експерти оцінили його діяльність на 5,3 бала.
У лютому 2017 року за даними опитування центру Sctive Group на запитання: як ви оцінюєте роботу президента України, 29,9 % українців поставили Порошенку оцінку «3», 25,3 % оцінили його діяльність на «1», 24,6 % поставили Порошенку «2», про те, що Президент працював на «4» та «5» вважали 11,3 % та 6,7 % респондентів.
Станом на 23 березня дії Президента Порошенка підтримували 33 % українців, в той час як 58 % не схвалювали його дії.
24 травня експерти оцінили діяльність Петра Порошенка протягом третього року його каденції у 4,7 балів за 10-балною шкалою. Найкраще Порошенко впорався із зовнішньою політикою. Ключовим успіхом у зовнішній політиці Порошенка став безвізовий режим з ЄС. Серед інших досягнень експерти назвали — продовження санкцій проти Росії, збереження антиросійської коаліції, посилення обороноздатності, відносна стабілізація політичної ситуації, відсутність повномасштабних воєнних дій. Найбільше Президента Порошенка критикували за кадрову політику та конфронтацію з громадянський суспільством.
Згідно з даними опитування, проведеного групою «Рейтинг» з 19 по 25 травня у першому турі Порошенка були готові підтримати 11,6 % виборців, тоді як Тимошенко — 15,2 %. У другому турі за Порошенка проголосувало б 24 % українців, тоді як за Юлію Тимошенко — 32 %. У травні 2017 р. близько 60 % українців за даними опитування «Рейтинг» відповіли, що їхнє соціальне становище погіршилось, у 30 % воно не змінилось і лише у 6 % покращилось. Близько 60 % відповіли, що вони не можуть сплачувати рахунки за житлово-комунальні послуги, 35 % відповіли, що мають змогу їх сплачувати, 97 % українців відчули підвищення цін на споживчі товари і послуги у 2017 р. Більше половина опитаних назвали причиною поганого економічного стану непрофесіоналізм та корумпованість влади, а також війну на Донбасі.
Згідно з опитуванням «Центру Разумкова» більшість українців виступають проти реформ, які були проведені у 2017 році. Найбільше українці підтримували реформу освіти — 26 % опитаних, тоді, як проти були 41,8 %, 11,7 % ставилися байдуже, 20,5 % не змогли відповісти. До медичної реформи позитивно ставилося 21,2 % громадян, 59,9 % — негативно, 6,9 % — байдуже, 15 % — не змогли відповісти. Пенсійну реформу підтримували 19,9 % респондентів, 56, 9 % були проти, 6,9 % ставилися до реформи байдуже, 16,3 % — не змогли відповісти. До земельної реформи позитивно ставилися 14,6 % громадян, 52,3 % — негативно, 10,5 % — байдуже, 22,5 % — не змогли відповісти. Судову реформу підтримували 12,6 % респондентів, 49,1 % не підтримували, 26,3 % — не змогли відповісти, 11,9 % — ставилися байдуже. До запланованої приватизації державних підприємств позитивно ставилися 12,4 % українців, 49,9 % — негативно, 12 % — байдуже, 25,7 % — не змогли відповісти.
У грудні 2017 року згідно з дослідженням Центру соціальних досліджень «Софія» негативно оцінювали роботу Порошенка на посаді президента 76 % респондентів, тоді як у квітні 2018-ого — 79,5 %. «Повністю», або «скоріше схвалювали» діяльність Порошенка 15,7 % опитаних. У грудні 2017 року цей показник становив 19,5 %.

### Експертна оцінка
Вплив на дуже багато сфер життя не є компетенцією президента, проте реальна вага Петра Порошенка була дещо більшою за відведені Конституцією повноваження. 2013 року — останнього року президентства Януковича — українська економіка була не дуже стабільною, у 2012 році український ВВП зріс всього на 0,2 %. У 2014 році після анексією Криму Росією та початку конфлікту на Донбасі українська економіка скоротилась на 6,6 %, а у 2015 р. падіння було ще глибшим — на 9,8 %. Проте вже з 2016 року економіка України почала відновлюватись, — той рік завершився із зростанням у 2,4 %. За 2019 рік, порівняно з 2018 роком зріс до 3,2 %.
Приблизно так само, як і ВВП, рухалася в динаміка доходів населення. Якщо за 2014 рік реальні доходи населення впали на 11,5 %, у 2015 — на 20,4 %, то вже у 2016 доходи населення зросли — на 2 %. Після того, як уряд наприкінці 2016 року різко збільшив мінімальну зарплатню, у 2017 році зростання доходів становило вже 10,9 %, у 2018 — 9,9 %. Середня заробітна плата у грудні 2018 року становила 10 573 грн. за місяць. У грудні 2013 року середня зарплатня українців становила 3 619 грн.
Середній розмір пенсії у 2013 році становив 1 470,7 грн. на місяць, а кількість пенсіонерів становила 13 639,7 тис. осіб. У 2018 середня пенсія була на тисячу більшою, ніж за 5 років до цього, і становила 2 479, 2 грн. на місяць, а кількість пенсіонерів зменшилась до 11, 725,4 тис. осіб.
Разом із нульовим зростанням ВВП за підсумками 2013 року інфляція також була близькою до нуля — 0,5 % за рік. У найважчий період після анексії Криму і під час активних бойових дій на сході України зростання цін вимірювалося двозначними цифрами. У 2014 інфляція становила майже 25 %, у 2015 понад 43 %. Це було максимальне зростання за 20 років. Проте з 2016 року темпи росту цін значно знизилися: 2016 — 12,4 %, 2017 — 13,7 %, 2018 рік Україна завершила із однозначною інфляцією — 9,8 %.
У 2013 року в рейтингу легкості ведення бізнесу «Doing business», який укладає Світовий банк, Україна посіла 112 місце серед 189 країн світу. У жовтні 2018 Україна опинилась на 71 місці серед 190 країн. Відтак, можна сказати, що за 5 років Україна покращила свою позицію на 41 сходинку. Разом із тим, за умовами ведення бізнесу Україна так і не випередила своїх північних сусідів — Росію і Біларусь, які посіли 31 і 37 місця відповідно.
На кінець 2013 року Росія була беззаперечним найбільшим торговельним партнером України. Україна експортувала туди товарів на 14, 787 млрд доларів, а імпортувала — на 23,098 млрд доларів. Весь експорт до Європи складав 16, 848 млрд доларів, а імпорт — 28, 274 млрд доларів. За підсумками 2018 року український товарний експорт до Росії становив 3,7 млрд доларів, а імпорт перевищив 8 млрд доларів. Її частка в українському експорті становить близько 9 %, а в імпорт — близько 14 %. Тим часом частка ЄС у зовнішній торгівлі на кінець 2018 року перевищила 40 %. Експорт товарів до ЄС становив 20,159, а імпорт із ЄС — 23, 183.
У травні 2021 року опитування групи «Рейтинг» склала рейтинг популярності серед президентів України. Так, найкращим президентом Українці вважали Леоніда Кучму — 23 % опитаних, другим був Володимир Зеленський — 18 %, третій П. О. Порошенко — 14 %, Віктор Янукович — 13 %, 12 % — Леоніда Кравчука.
Міжнародна оцінка
14 грудня 2016 року у спільній доповіді Європейської служби іноземних справ і Європейської комісії було зазначено, що Україна за умов незаконної анексії Криму та війни на Донбасі здійснює інтенсивні та безпрецедентні реформи в економіці й політичній системі, а її демократичні інституції отримали нову життєву силу. Верховний представник ЄС із закордонних справ Федеріка Могеріні заявила, що доповідь визнає велику роботу української влади і тепер важливо перейти від ухвалення законів і створення інституцій до повного виконання цих реформ.
Єврокомісар у справах Європейської політики сусідства і переговорів про розширення Йоганнес Ган заявив, що реформи в Україні вже дають результати, зокрема він відзначив, що Україна здійснила важливі кроки для подолання корупції.
12 березня 2018 р. Верховний представник Європейського союзу у закордонних справах та політиці безпеки Федеріка Могеріні під час зустрічі з Порошенком наголосила, що в ЄС не існує втоми від України та від питання Донбасу. Могеріні підкреслила, що Європейський Союз підтримує територіальну цілісність, незалежність і суверенітет України.

## Затвердження нових свят
13 листопада 2014 року Президент Порошенко підписав укази про щорічне відзначення 21 листопада Дня Гідності та Свободи, 22 січня — Дня Соборності України.
29 листопада 2017 року Порошенко підписав закон про введення вихідного дня на Різдво за григоріанським календарем. Цим же законом було скасовано вихідний день 2 травня. У 2017 році українці вперше відзначили Різдво за григоріанським календарем як державне свято.

## Фотогалерея

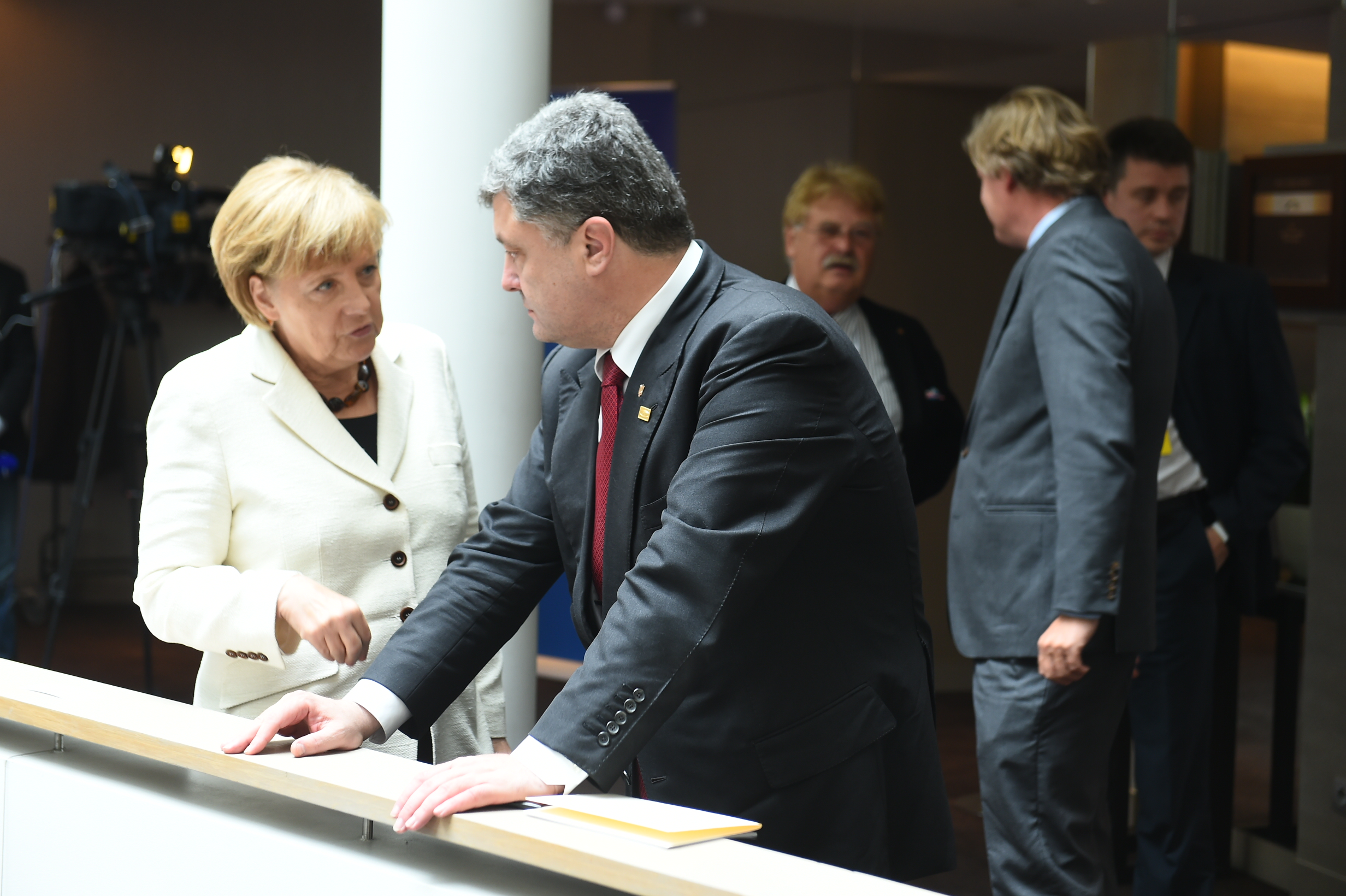
З канцлеркою Німеччини Меркель. Серпень 2014.
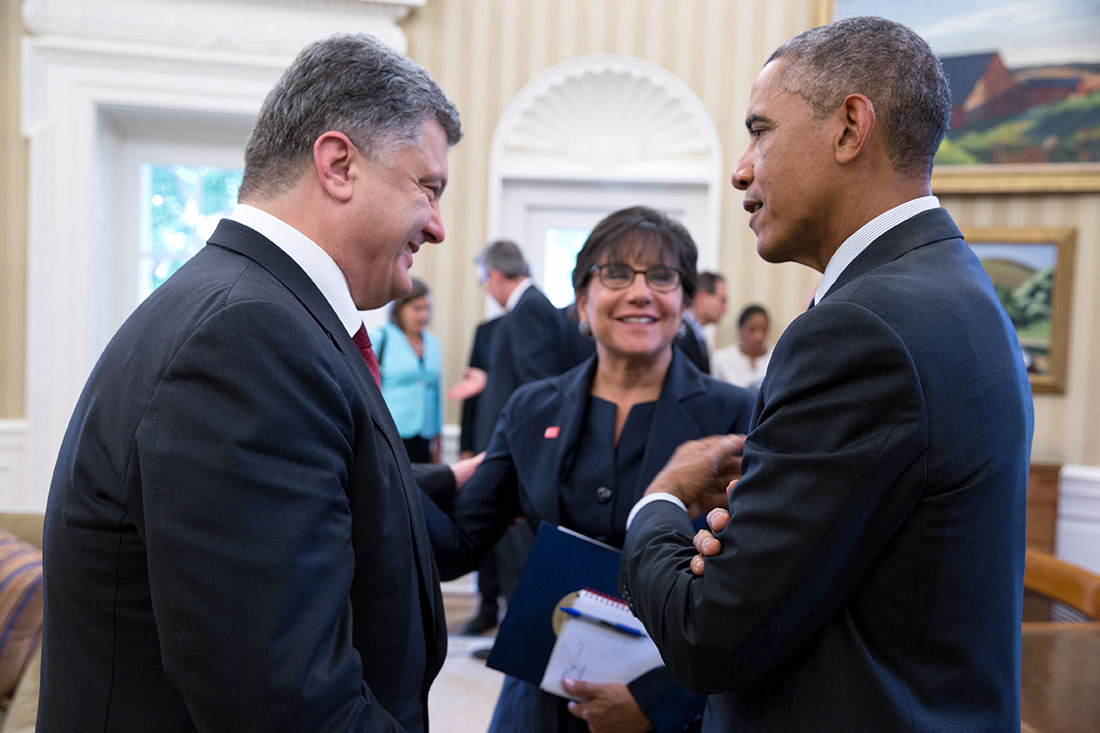
З президентом США Обамою. 18 вересня 2014
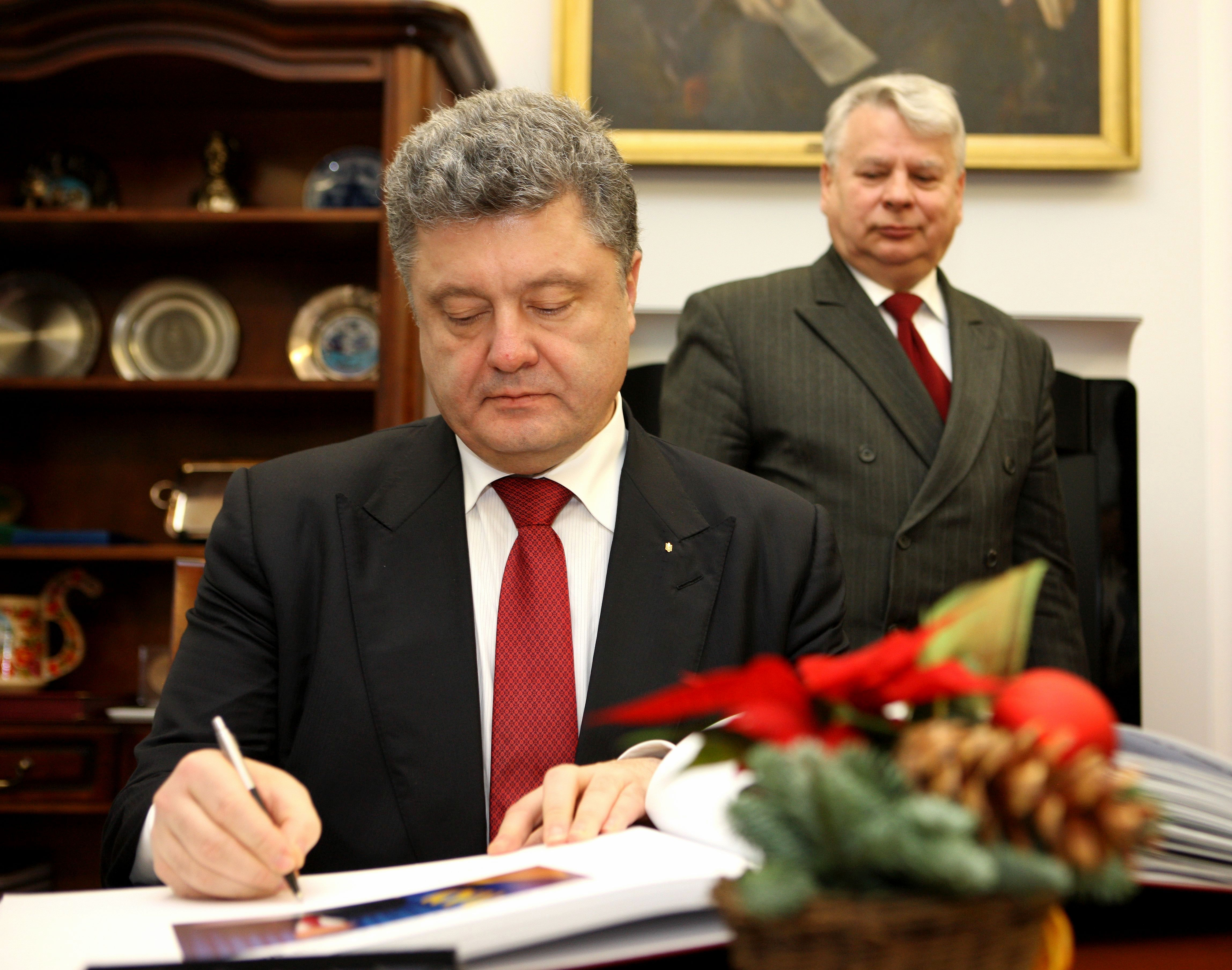
В польському Сенаті. 17 грудня 2014.
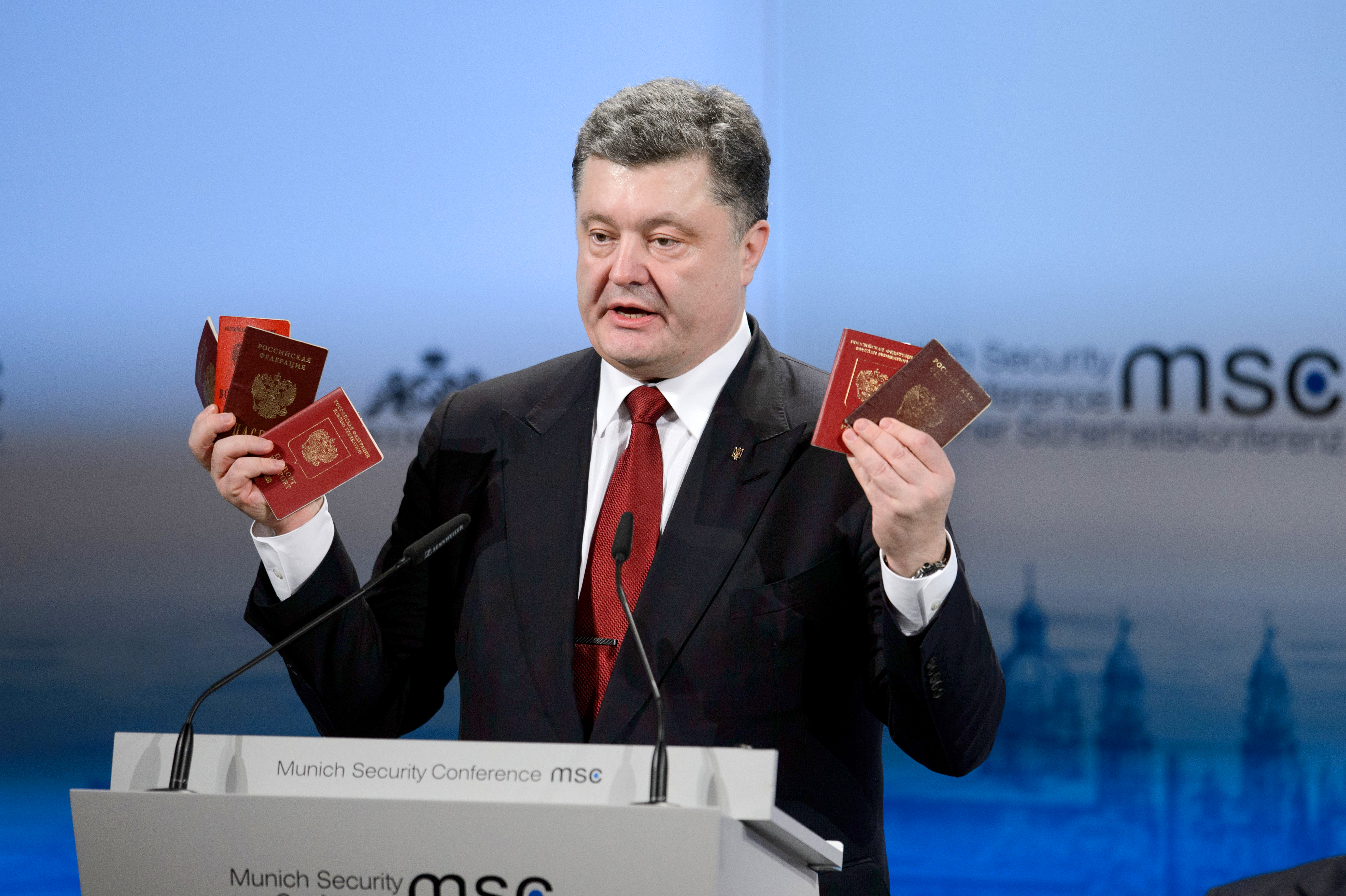
На Мюнхенській конференції 2015 року.
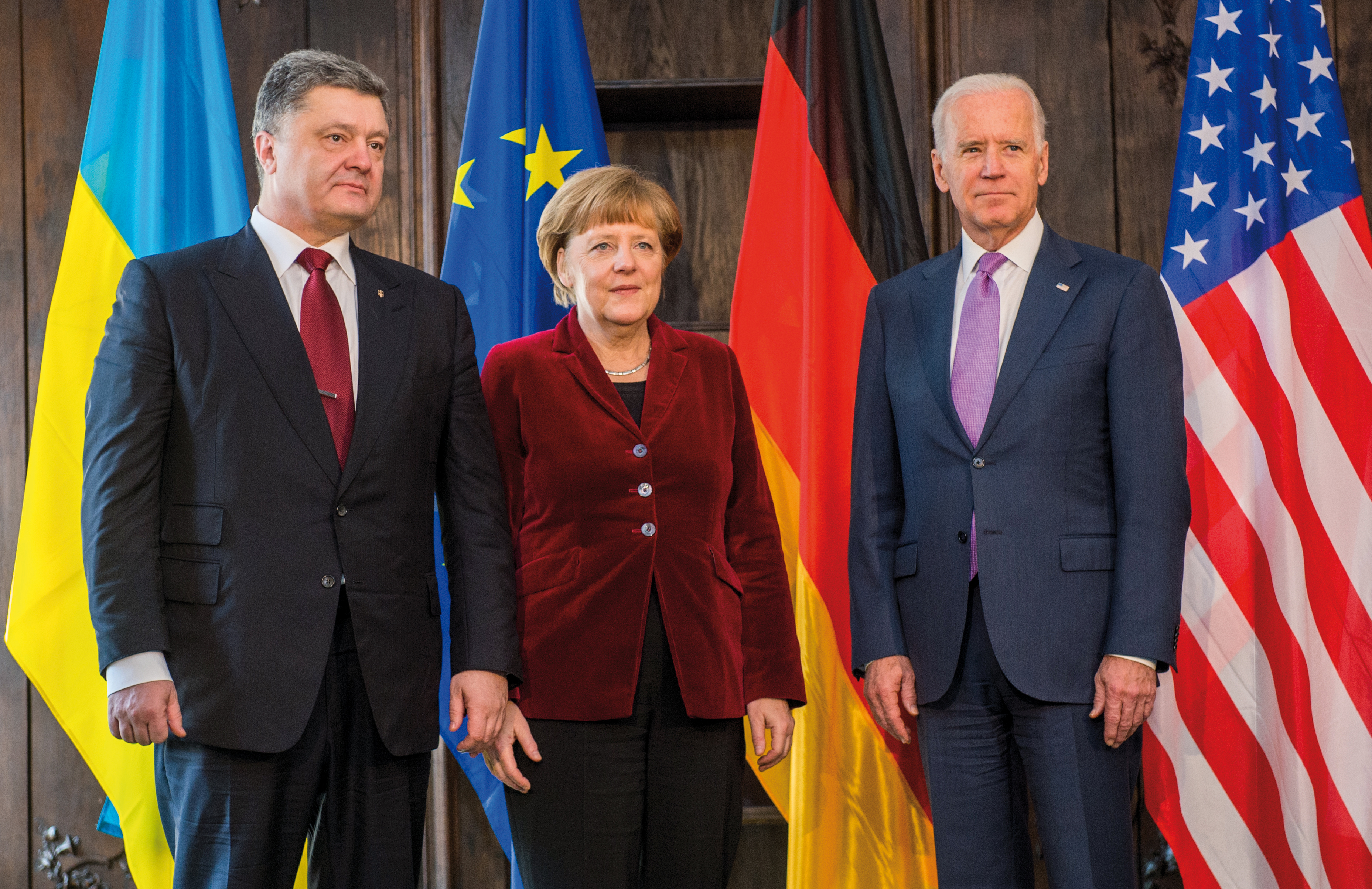
З Меркель та Дж. Байденом у Мюнхені на конференції з безпеки. Лютий 2015.
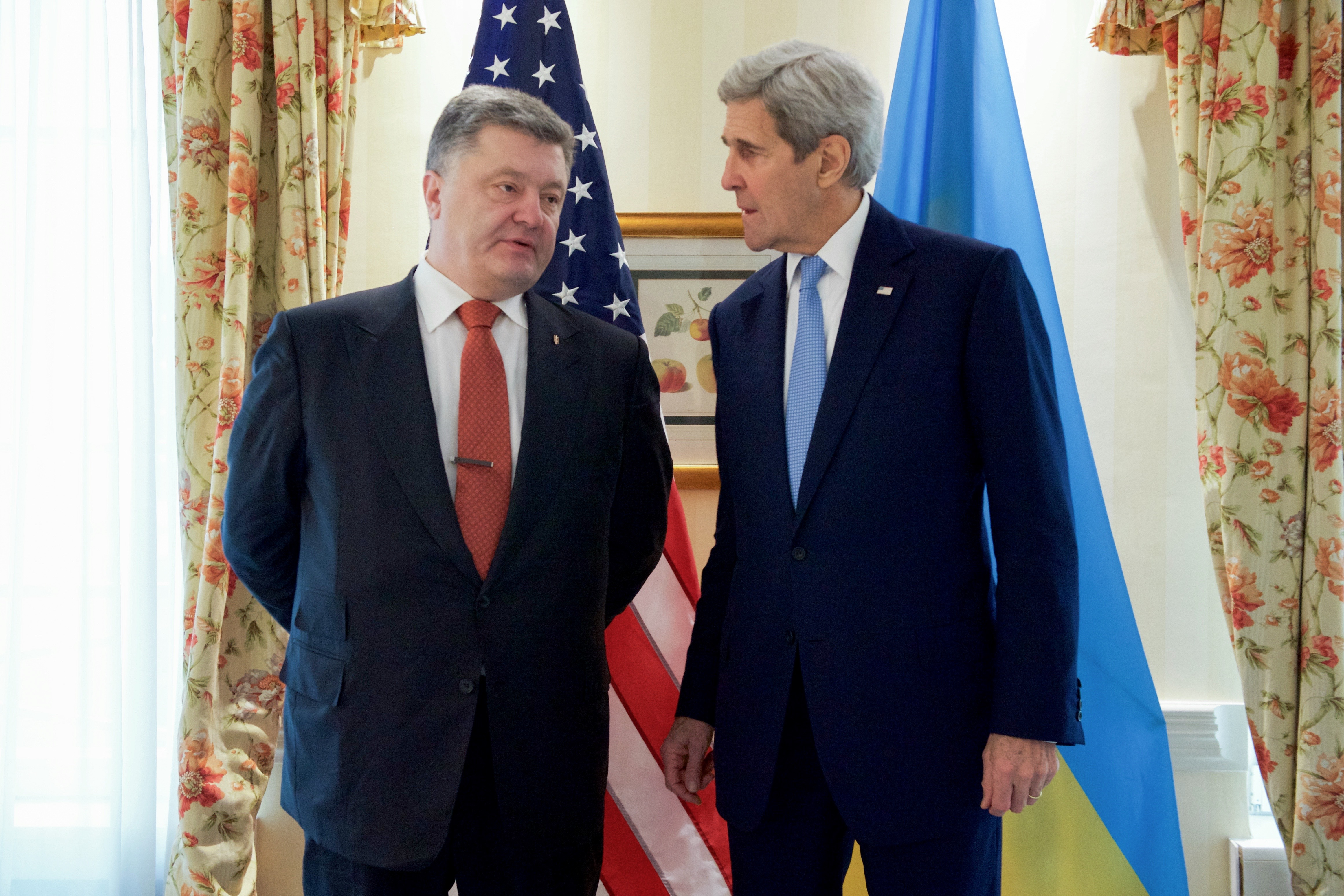
П. Порошенко та Держсекретар США Дж. Керрі, 13 лютого 2016
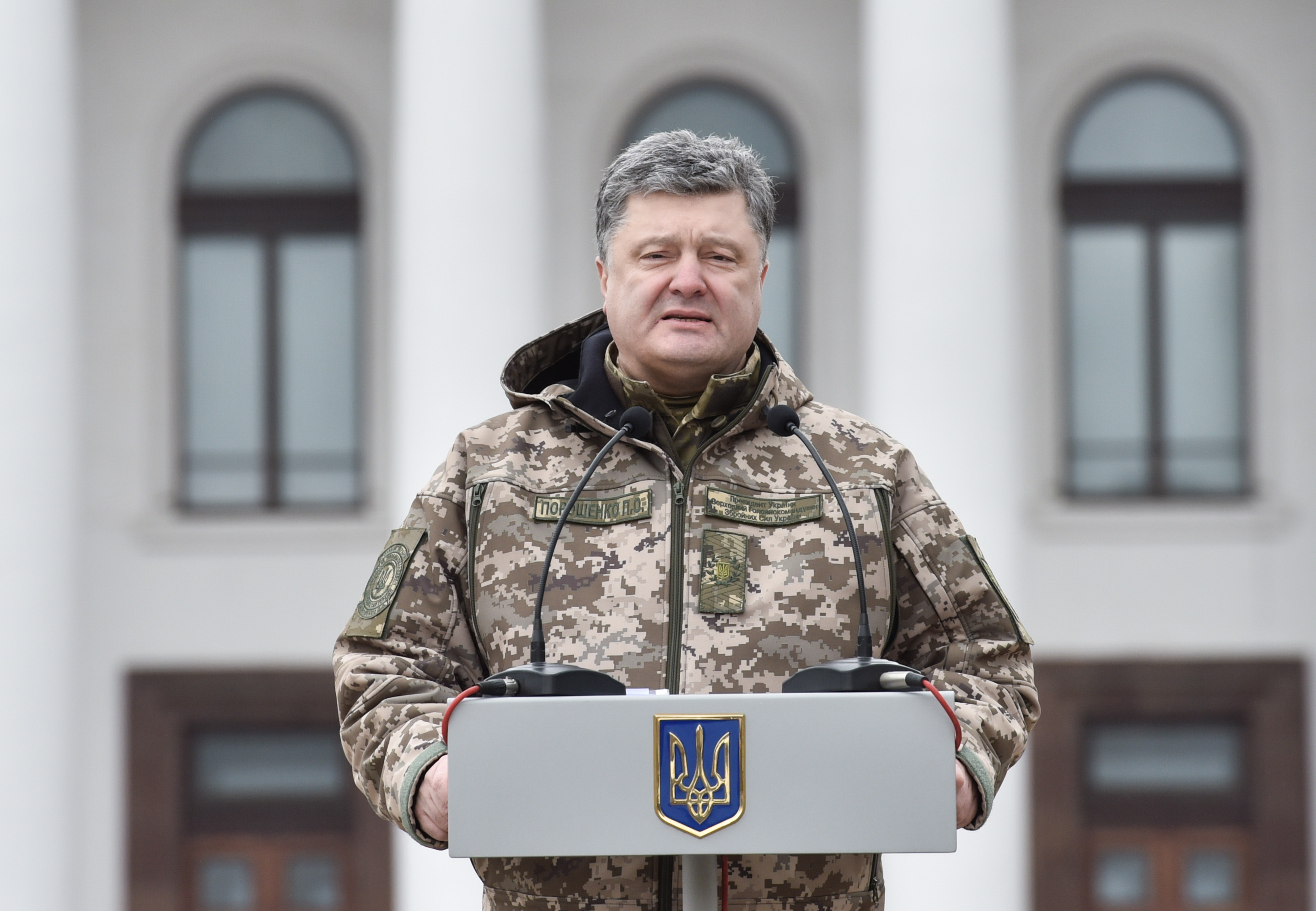
Робоча поїздка в Донецьку область. Березень, 2016.
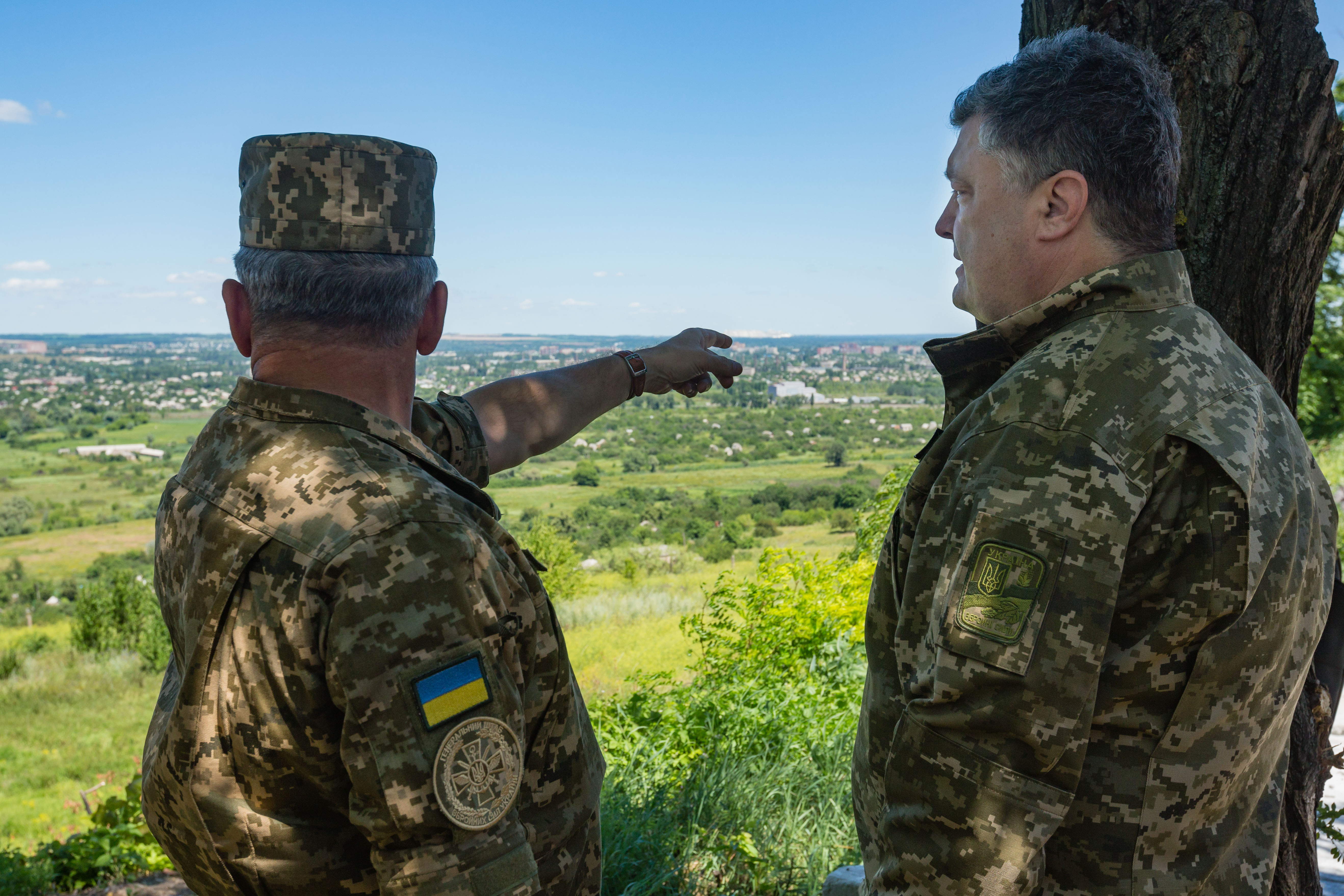
Робоча поїздка в Донецьку область. Липень 2016.
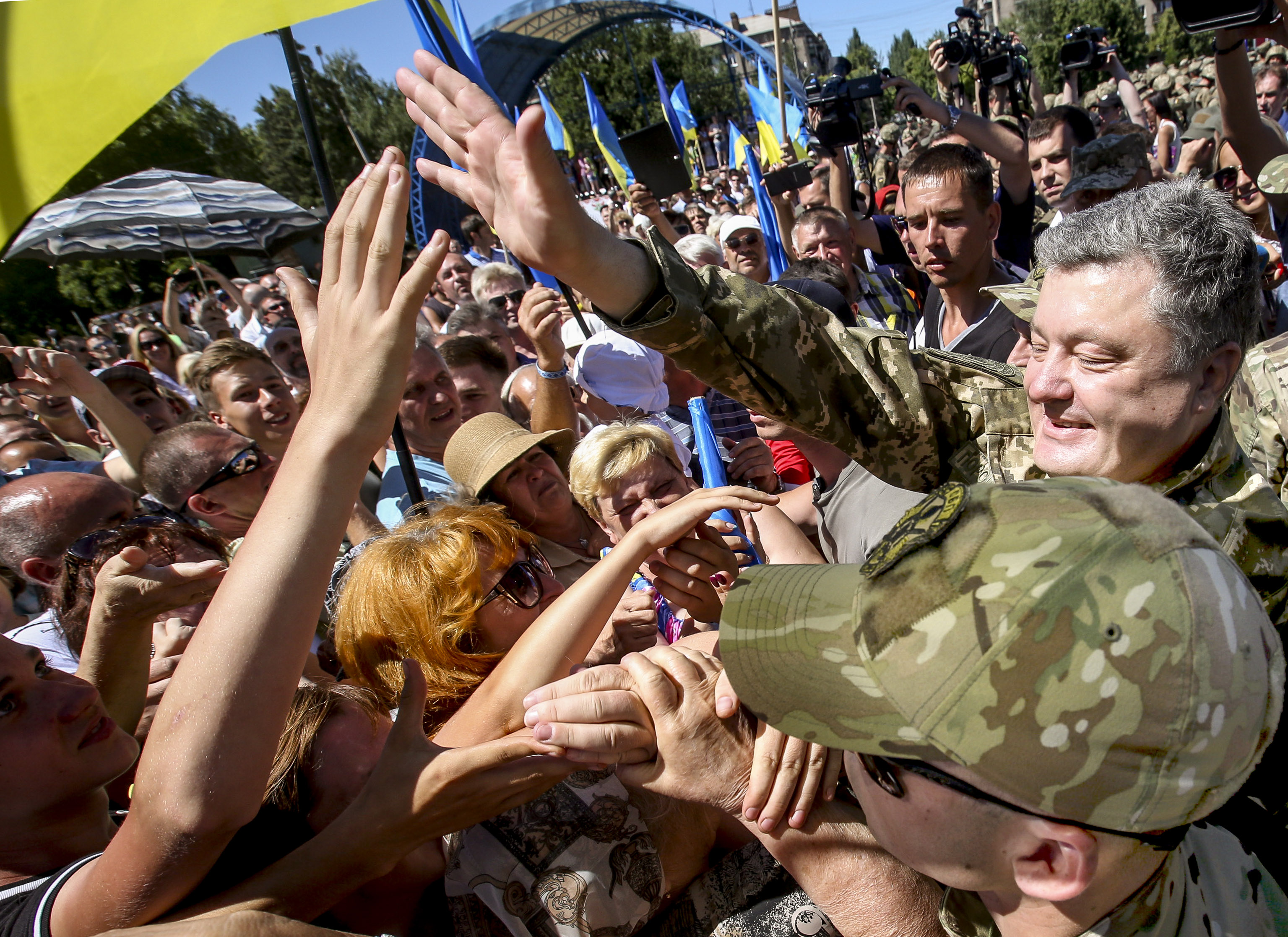
В Донецькій області.
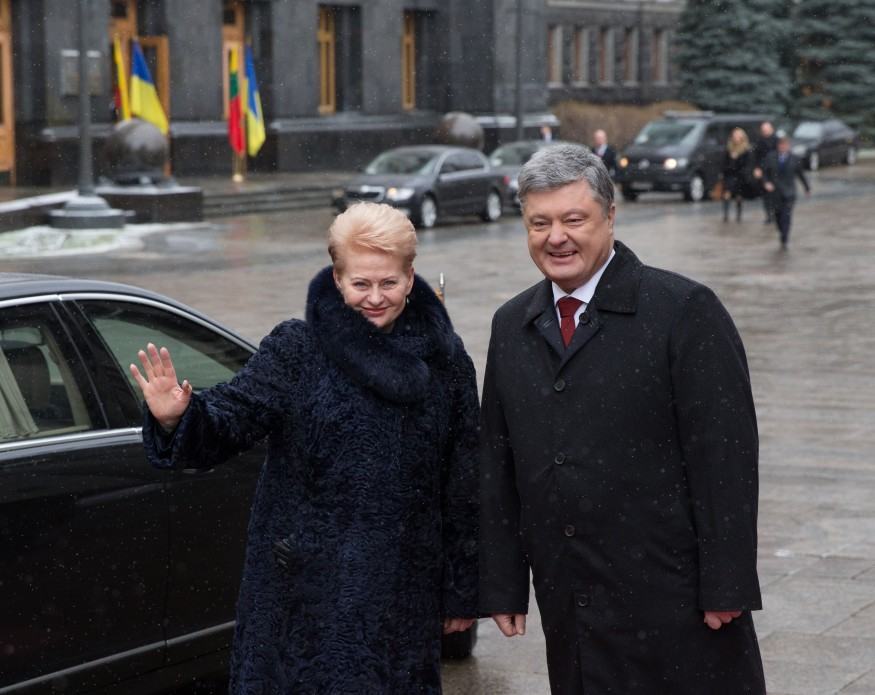
З Грібаускайте. Грудень 2016
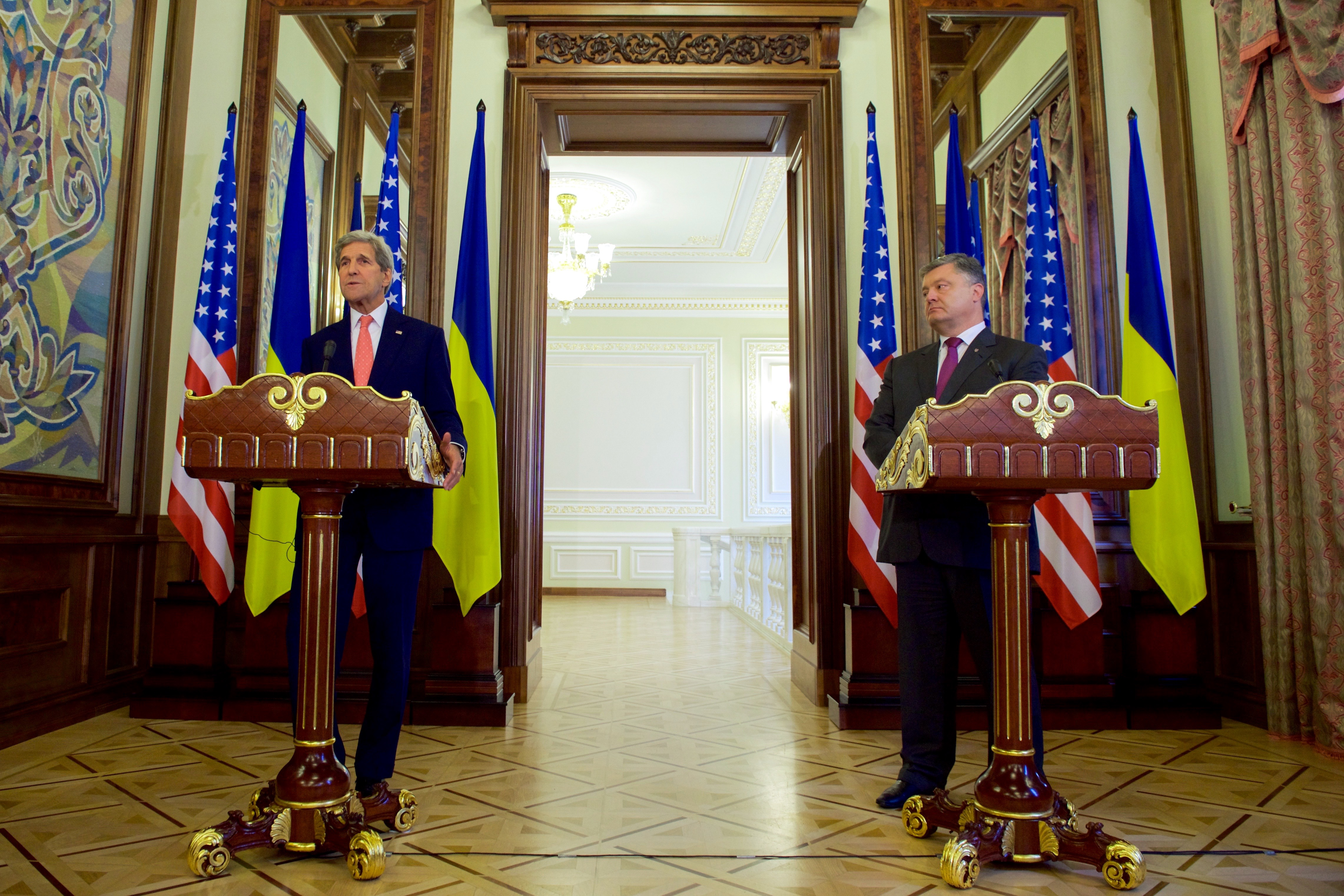
З Держсекретарем США Джоном Керрі. 7 липня 2016.
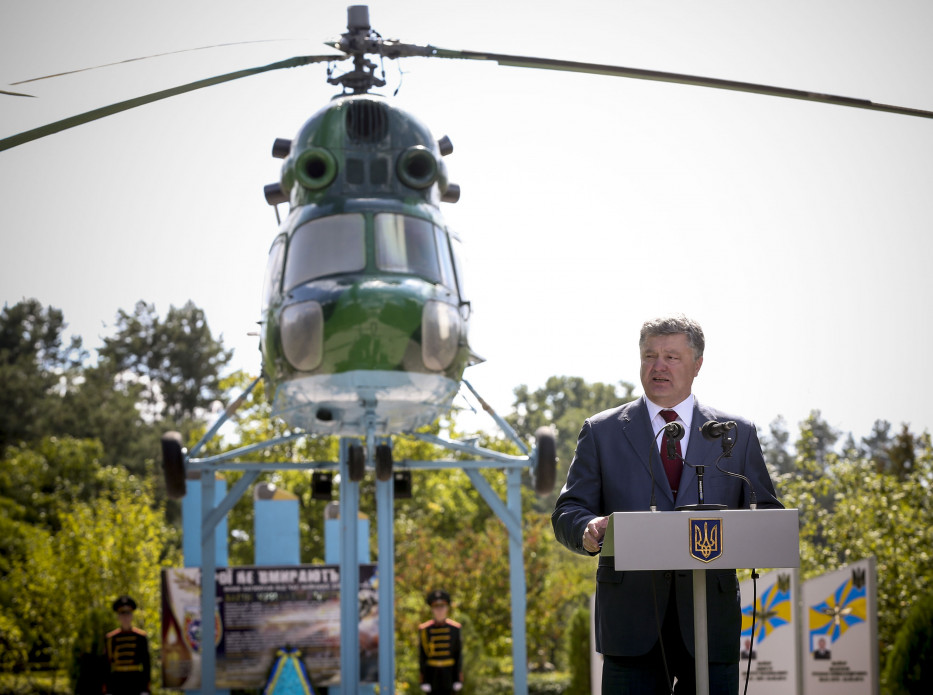
Поїздка до Львівщини. 18 серпня 2016.
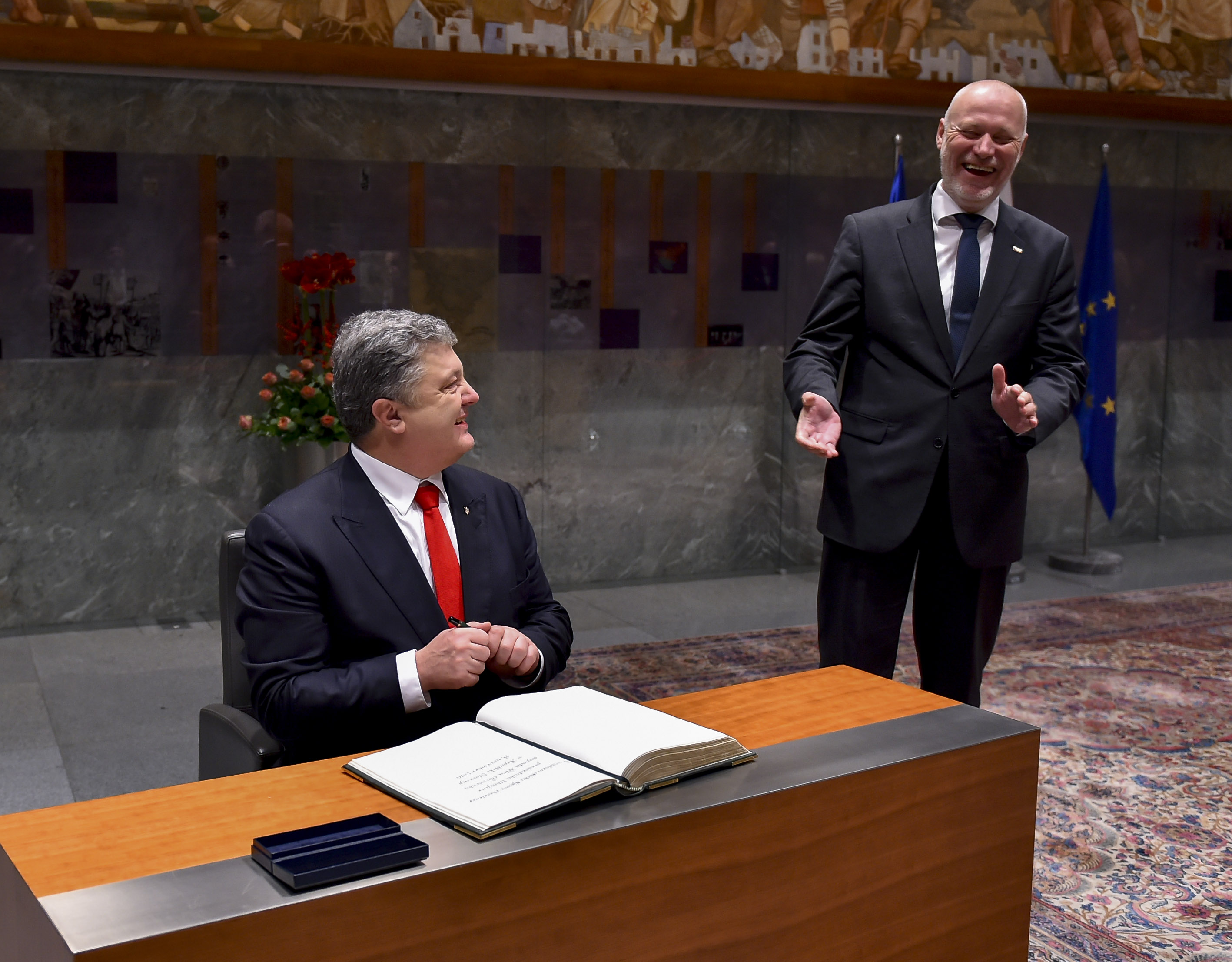
У Словенії. 8 листопада 2016.
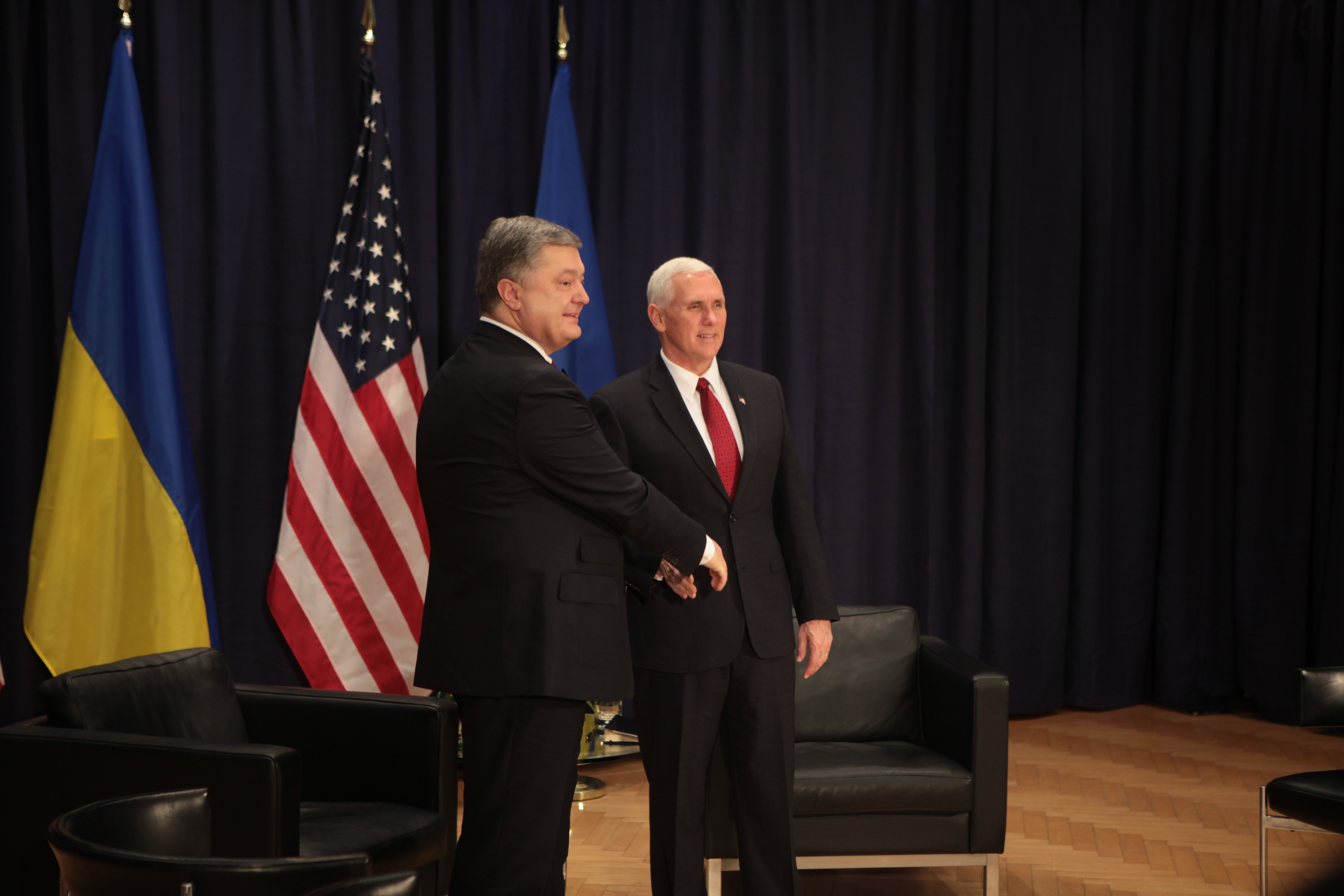
З віце-президентом США Майком Пенсом. 18 лютого 2017.